# Junkers K 16
Lo Junkers K 16 fu un aereo di linea, monomotore e monoplano ad ala alta, sviluppato dalla Junkers Flugzeugwerke AG, divisione aeronautica dall'azienda tedesca Junkers GmbH, nei primi anni venti.

## Storia del progetto
La realizzazione J 16, denominazione che assunse inizialmente il progetto, si basa sulle esperienze effettuate con il precedente J 15 dotato di una configurazione ad ala alta, soluzione che venne mantenuta anche sul nuovo modello. Tuttavia si imposero alcune modifiche; il posto di pilotaggio, ricavato nel J 15 in un abitacolo aperto posizionato sulla parte superiore della fusoliera e dietro al bordo d'uscita alare, non consentiva una buona visibilità. Inoltre, a causa delle restrizioni imposte dal trattato di Versailles, venne impedita la costruzione del motore Mercedes D.IIIa.
Venne presa quindi la decisione di realizzare un nuovo progetto che andasse a sopperire a questi due principali problemi. Il posto di pilotaggio venne spostato davanti all'ala ed il motore venne sostituito con un radiale radiale Siemens-Halske Sh 4, un'unità dalle minori dimensioni e prestazioni, che tutelavano la commissione internazionale un qualsiasi possibile utilizzo a scopo bellico. Il velivolo, inizialmente denominato J 16 assunse successivamente la definitiva designazione K 16 (da Kabinenflugzeug, in lingua tedesca velivolo cabinato).
Il prototipo, numero di serie (Wk.n.) 526, venne portato in volo per la prima volta il 3 marzo 1921 dal pilota collaudatore Zimmerman, poco prima che gli alleati decidessero il blocco totale delle attività aeronautiche nella Repubblica di Weimar. Per evitare il sequestro e la possibile distruzione del prototipo venne trasferito, assieme al J 15, nel Paesi Bassi e custodito presso lo stabilimento Fokker sino all'estate 1923 quando, in luglio, venne portato in volo per esporlo alla Mostra internazionale dell'aviazione di Göteborg, in Svezia.
Nell'estate del 1924 il prototipo si trova negli stabilimenti Junkers di Dessau dove vengono introdotte diverse modifiche, le più sostanziali delle quali furono l'adozione di un nuovo carrello d'atterraggio, una modifica della parte posteriore della fusoliera e la sostituzione del motore Sh 4 con un più potente Sh 5. Date le modifiche apportate il modello assunse la nuova designazione K 16ba, che diede origine alla serie b differenziata inizialmente per la diversa motorizzazione adottata, seguita, successivamente all'adozione anche di una nuova ala da 12,8 m in luogo della precedente da 11,0 m, dalla versione K 16be. Il velivolo verrà alla fine prodotto, nelle sue diverse versioni, in un totale di 17 esemplari.

## Tecnica
Il K 16 era un velivolo, per l'epoca, dall'architettura convenzionale, monomotore ad ala alta e carrello fisso, ma si caratterizzava per la originale soluzione tecnica introdotta da Hugo Junkers, la costruzione interamente metallica dotata di superfici in duralluminio ondulato.
La fusoliera presentava il posto di pilotaggio ricavato in un abitacolo aperto situato sulla parte superiore davanti al bordo d'attacco. La cabina per i passeggeri era ricavata nella parte posteriore, accessibile da un portello situato sulla parte destra, ed illuminata da 4 ampi finestrini quadrati posti sui lati. Posteriormente terminava in un impennaggio cruciforme monoderiva.
L'ala era posizionata alta ed a sbalzo, caratterizzata dal profilo di elevato spessore ed anch'essa dotata della caratteristica superficie in metallo ondulato. Il carrello d'atterraggio era fisso, con le ruote montate su una struttura deformabile ed ammortizzata collegata alla parte inferiore della fusoliera, integrato posteriormente da un pattino d'appoggio posizionato sotto la coda.
La motorizzazione adottata fu varia, sia per modelli che per nazionalità del costruttore, con la costante dell'adozione di motori radiali posizionati sul muso ed abbinati ad un'elica bipala metallica a passo fisso.

## Versioni
- K 16 - versione iniziale dotata di un radiale Siemens-Halske Sh 4, successivamente sostituito con un Sh 5
  - K 16a - versione dotata di un diverso carrello d'atterraggio e modifiche alla parte posteriore della fusoliera (modificato dal prototipo)
  - K 16b - version di produzione in serie caratterizzata da una nuova ala e diverse motorizzazioni:
    - K 16ba - Siemens-Halske Sh 5.
    - K 16bi - Siemens-Halske Sh 20.
    - K 16bo - Walter NZ-120.

  - K 16c - come il K 16b ma con struttura anteriore sul muso modificata per accogliere una nuova motorizzazione:
    - K 16ce - Bristol Lucifer.

## Utilizzatori
Germania
- Deutraluft[1]
- Deutsche LuftHansa (DLH)[1]
- Luftfrako[1]

## Velivoli comparabili
Germania
- Dornier Komet
- Focke-Wulf A 16
- Messerschmitt M 18